# 回収可能価額
回収可能価額（かいしゅうかのうかがく）とは、企業が、ある資産を将来利用することにより回収できると期待する額で、その資産の処分時点における見積残存価額をも含むものである。
回収可能価額の算定は正味売却価額と使用価値のいずれか高い方の金額により認識する。投資価値は、収益価格と正味売却価額とを比較し、いずれか低い方採用するのが通常であるから、回収可能価額はその反対となる。

## 評価の方法
正味売却価額
正味売却価額は、公正な評価額である時価から処分費用見込額を控除して算定される金額であり、企業が売却等により現在時点でキャッシュ・フローとして受け取ることのできる価額と考えられる。
使用価値
使用価値とは、特定のユーザーにとっての特定の使用方法における特定の資産が持つ価値であり、市場に関連するものではない。稼働中の企業が、同業種の他の典型的な企業よりも、有効かつ有益な方法で資産を使用する能力がある場合、使用価値というものは市場価値よりも高くなる傾向にある。他方、企業が資産の能力及び効率を最大限にまで活用していない場合には、使用価値は市場価値よりも低くなる。資産の使用価値を求める方法としては、DCF法が最も一般的と考えられている。

## 評価上の留意点
固定資産の減損とは、資産の収益性の低下により投資額の回収が見込めなくなった状態をいい、減損処理とはそのような場合に、一定の条件の下で回収可能性を反映させるように帳簿価額を減額する会計処理をいう。従って、回収可能価額は価値評価の基準ではなく、減損処理基準としての意味がある。

## 関連評価基準等
- IVS:International Valuation Standards
- 固定資産の減損に係る会計基準の適用指針